# 蓋沃隆卡
49°15′18″N 25°23′7″E / 49.25500°N 25.38528°E
蓋沃隆卡（烏克蘭語：Гайворонка）是位於烏克蘭西部特諾皮爾州裏特諾皮爾區的村莊，始建於1785年，面積3.37平方公里，海拔高度311米，2001年人口508，人口密度每平方公里150.6人。